# Kinga Preis
Kinga Anna Preis est une actrice polonaise, née le 31 août 1971 à Wrocław, en Pologne, décorée de la Croix du Mérite en 2010.

## Biographie
Kinga Preis fait ses études à l'École nationale supérieure de théâtre Ludwik Solski dont elle sera diplômée en 1996. Dès 1994, elle joue sur la scène du Théâtre polonais de Wrocław (pl). En 1996, elle est récompensée par le prix du Jury au XIV Festival des écoles de théâtre de Łódź, pour sa performance dans son spectacle de fin d'études Lapin Lapin (Coline Serreau) mis en scène par Eugeniusz Korin (pl) (PWST Wroclaw) et par le prix du jeune acteur à la XXXVI Réunion des théâtres de Kalisz (Kaliskich Spotkań Teatralnych) pour le rôle dans Ce fou de Platonov (Anton Tchekhov) et dans Lapin Lapin.
Son début au cinéma a lieu en 1996, dans Histoires de week-end: Loi non écrite (Opowieści weekendowe: Niepisane prawa) de Krzysztof Zanussi.
Kinga Preis est récompensée à deux reprises, par l'Aigle de la meilleure actrice dans un rôle principal, en 2001 et 2005.

## Filmographie

### Au cinéma
- 1996 : Niepisane prawa de Krzysztof Zanussi : Jolanta
- 1997 : Farba de Michał Rosa : Majka
- 1998 : Poniedziałek de Witold Adamek (pl) : Renata
- 1998 : Dom Pirków de Grażyna Popowicz : la mère
- 1999 : Wrota Europy de Jerzy Wójcik (pl) : Hala
- 2000 : Twarze i maski de Feliks Falk : Agnieszka Horn
- 2000 : C'est moi, le voleur de Jacek Bromski : la mère de Pyza
- 2001 : Wtorek de Witold Adamek (pl) : Renata
- 2001 : Cisza de Michał Rosa : Mimi
- 2003 : Symetria de Konrad Niewolski (pl) : Żona Dawida
- 2004 : Nigdy w życiu! de Ryszard Zatorski (pl) : Kinga
- 2005 : Przybyli ułani de Sylwester Chęciński : Jadźka, femme de Marian
- 2005 : Komornik de Feliks Falk : Gosia Bednarek
- 2006 : Statyści de Michał Kwieciński : Bożena
- 2006 : Fundacja de Filip Bajon : Kazia
- 2006 : S@motność w sieci de Witold Adamek (pl) : Iwona
- 2006 : Co słonko widziało de Michał Rosa : la brune
- 2007 : Ogród Luizy de Maciej Wojtyszko : la psychologue Anna Świątek
- 2008 : Quatre Nuits avec Anna (Cztery noce z Anną) de Jerzy Skolimowski : Anna
- 2008 : Jeszcze raz de Mariusz Malec : Grażyna
- 2008 : Scratch de Michał Rosa : Zosia
- 2009 : Dom zły de Wojciech Smarzowski : Bożena Dziabasowa
- 2009 : Idealny facet dla mojej dziewczyny de Tomasz Konecki (pl) Plesicowa
- 2010 : Milion dolarów de Janusz Kondratiuk (pl) : Bożenka
- 2010 : Joanna de Feliks Falk : Staszka
- 2010 : Nie ten człowiek de Paweł Wendorff : cliente au magasin
- 2011 : Róża de Wojciech Smarzowski : Amelia
- 2011 : La Chambre des suicidés (Sala samobójców) de Jan Komasa : Karolina, la psychiatre
- 2011 : Sous la ville (W ciemności) de Agnieszka Holland : Wanda Socha
- 2013 : Mazurek de Julia Kolberger (pl) : Urszula (court métrage)
- 2013 : Pod Mocnym Aniołem de Wojciech Smarzowski : Mania
- 2014 : Bogowie de Łukasz Palkowski : mère de Ewka
- 2015 : The Lure (Córki Dancingu) d'Agnieszka Smoczyńska : Krysia

### À la télévision
- 1997 : Pokój 107, téléfilm de Mirosław Dembiński : Zośka
- 2000-2001 : Przeprowadzki, série télévisée de Leszek Wosiewicz (pl) : Róża Szczygieł
- 2004-2008 : Kryminalni, série télévisée de Piotr Wereśniak (pl) : Teresa Nowacka
- 2003-2006 : Defekt (pl), série télévisée de Maciej Dutkiewicz (pl) : Malcowa
- 2005 : Karol, l'homme qui devint Pape (Karol, un uomo diventato Papa) de Giacomo Battiato : mère de Joseph
- 2005-2006 : Boża podszewka II, série télévisée d'Izabella Cywińska : Maryśka Jurewicz-Lulewicz
- 2006 : S@motność w sieci, feuilleton de Witold Adamek (pl) : Iwona
- 2007 : Regina, série télévisée de Teresa Kotlarczyk (pl) : Anna Raj
- depuis 2008 : Ojciec Mateusz : Natalia Borowik
- 2011 : Ja to mam szczęście!, série télévisée de Sylwester Jakimow et Karol Klementewicz : Joanna Polak
- 2011 : Instynkt, série télévisée de Patryk Vega (pl) : Karlikowa (épisode 9)
- 2013 : Prawo Agaty, série policière de Maciej Migas (pl) : Alicja Romaniuk (épisode 50)
- 2013 : Bez tajemnic, série télévisée de Jacek Borcuch (pl) : Magda (épisodes 2, 17 et 32)
- 2013 : Krew z krwi, série policière de Xawery Żuławski et Jan Komasa : procureur Reszke (épisodes 1)

## Récompenses
Polskie Nagrody Filmowe
- Meilleure actrice
  - en 2005 : pour son rôle dans Komornik - Gosia Bednarek
  - en 2001 : pour son rôle dans Cisza - Mimi
- Meilleur second rôle féminin :
  - en 2002 : Wtorek - Renata
  - en 2011 : Sous la ville - Wanda Socha
  - en 2014 : Pod Mocnym Aniołem - Mania